# Северна късоопашата земеровка
Северната късоопашата земеровка (Blarina brevicauda) е вид бозайник от семейство Земеровкови (Soricidae).

## Разпространение и местообитание
Разпространен е в Канада и САЩ.